# Требевич (санно-бобслейная трасса)
Санно-бобслейная трасса Требевич (сербохорв. Kombinovana bob i sankaška staza Trebevic) — трасса, построенная на горе Требевич с видом на Сараево для проведения соревнований по бобслею и санному спорту на XIV зимних Олимпийских играх. Была повреждена во время боснийской войны 1992—1995 годов.

## История
Строительство санно-бобслейной трассы для предстоящих зимних Олимпийских игр в Сараево началось 1 июня 1981 года, а уже 30 сентября 1982 года трасса была сдана в эксплуатацию. Строительство обошлось в 563 209 000 югославских динаров.
В начале 1990-х годов во время событий боснийской войны трасса использовалась для организации огневых точек артиллерии, — и в результате была повреждена и не могла больше использоваться. В 2010 году пресс-секретарь Олимпиады 1984 года Муамера Шехич сказала, что восстановление трассы может потребовать очень больших средств, которых нет в наличии. Тем не менее, разминирование трассы проведено, и в настоящий момент на гору Требевич к олимпийским объектам проложены туристические маршруты.
С 2014 года идёт реконструкция санно-бобслейной трассы.

## Технические параметры
| Вид спорта                               | Длина, м | Количество виражей | Перепад высот, м | Уклон  |
| ---------------------------------------- | -------- | ------------------ | ---------------- | ------ |
| Бобслей                                  | 1300     | 13                 | 125,9            | 10,2 % |
| Сани — мужчины-одиночки                  | 1210     | 13                 | 129,35           | 10,2 % |
| Сани — женщины-одиночки и мужские двойки | 993      | 11                 | 99,8             | 10,2 % |